# Consulat général d'Espagne à Paris
Le consulat général d'Espagne à Paris est une représentation consulaire du Royaume d'Espagne en France. Il est situé boulevard Malesherbes, dans le 17e arrondissement de Paris, en Île-de-France.